# Nagarro
Die Nagarro SE ist ein deutscher IT-Dienstleister. Das Unternehmen wurde 2020 als Abspaltung der Allgeier SE gegründet. Seit Dezember 2020 ist das Unternehmen börsennotiert. Im Juni 2021 erfolgte die Aufnahme in den Index SDAX sowie im Dezember 2021 in den TecDAX der Deutschen Börse. Das Unternehmen ist unter anderem im Bereich digitaler Produkte und IT-Dienstleistungen, insbesondere für die Automobil-, Energie- und Telekommunikationsindustrie tätig.

## Produkte und Branchen
Die Nagarro SE entwirft, entwickelt und implementiert vor allem Software für die Industrie, in Fällen, in denen keine marktverfügbare Standardsoftware in Frage kommt. Dafür nutzt das Unternehmen den Begriff des Digital Product Engineering. Dabei richtet sich das Unternehmen neben der Automobil-, Energie- und Telekommunikationsbranche unter anderem auch an Banken und Versicherungen, die öffentliche Verwaltung, Medien und Computerspieleentwickler.

## Personal und Struktur
Im Dezember 2020 gab das Unternehmen an, über einen Personalkörper von über 18.400 Mitarbeitern zu verfügen. Die Mitarbeiter verteilten sich auf über 25 Länder in Europa, Asien und Nordamerika. Nach Angabe der Webseite beschäftigte das Unternehmen nach eigenen Angaben insgesamt mehr als 19.000 Mitarbeiter.

## Kennzahlen
Die Unternehmenskennzahlen haben sich wie folgt entwickelt:
| Jahr                                | 2017 | 2018 | 2019  | 2020  | 2021   | 2022   | 2023   |
| ----------------------------------- | ---- | ---- | ----- | ----- | ------ | ------ | ------ |
| Umsatz (in Mio. Euro)               | 211  | 287  | 402   | 430   | 546    | 856    | 912    |
| Ergebnis nach Steuer (in Mio. Euro) | 3    | 7    | 25    | 18    | 30     | 77     | 52     |
| Bilanzsumme (in Mio. Euro)          | 167  | 298  | 343   | 388   | 526    | 621    | 693    |
| Anzahl Mitarbeiter                  | …    | …    | 8.406 | 8.666 | 13.684 | 18.250 | 18.413 |